# Essen (Oldenburg)
Essen (Oldenburg) är en kommun och ort i Landkreis Cloppenburg i förbundslandet Niedersachsen i Tyskland.